# Goethe-Gymnasium (Bensheim)
Das Goethe-Gymnasium in Bensheim an der Bergstraße (kurz: GGB) ist eine hessische Europaschule mit den Schwerpunkten Naturwissenschaften, moderne Fremdsprachen und Musik. Nach der Einführung von G8 2006/07 hat sich das GGB zu einer Ganztagsschule mit pädagogischem Nachmittagsprogramm und großem AG-Angebot entwickelt.

## Geschichte

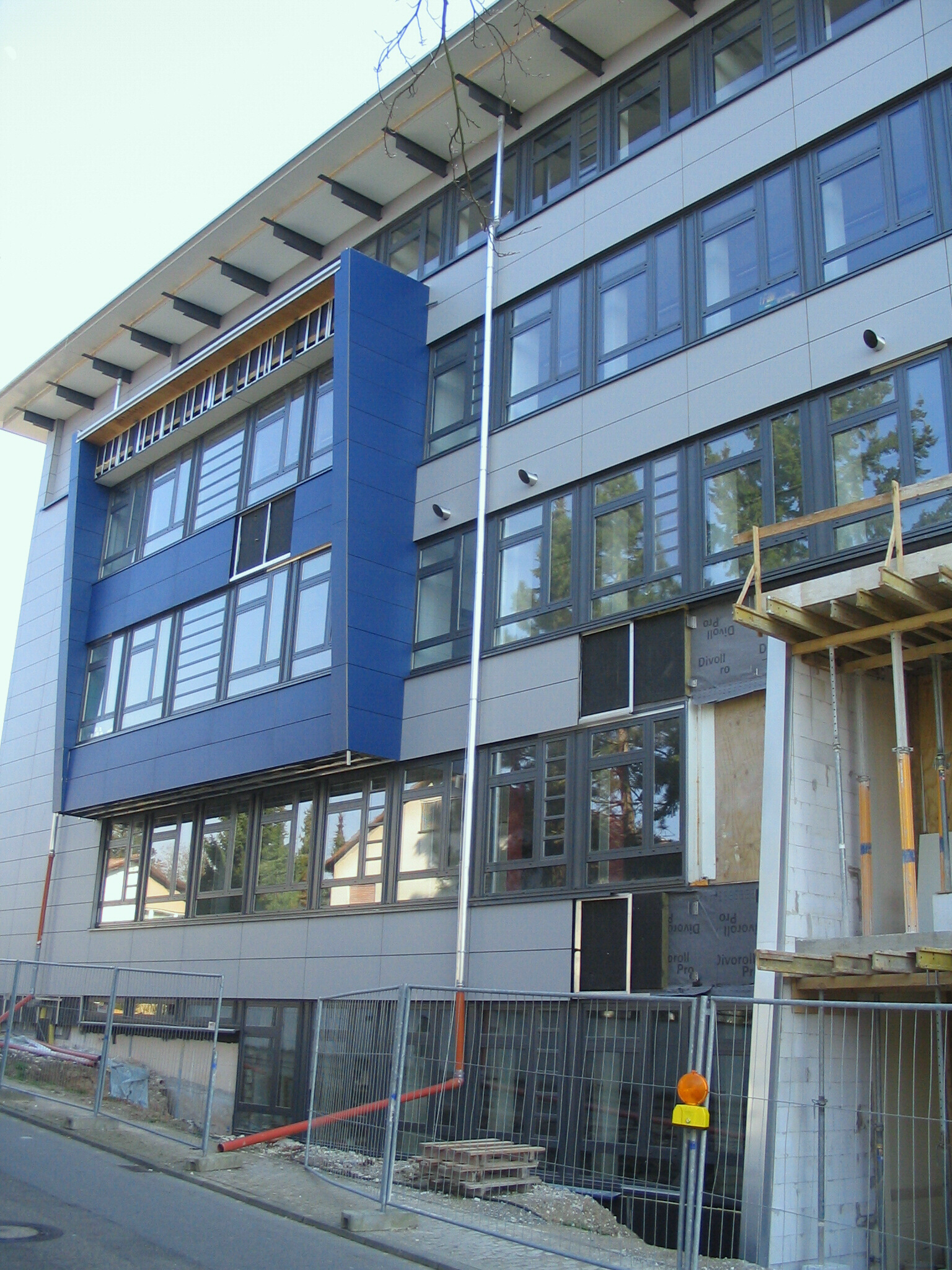
Nordfront des Hauptgebäudes beim Umbau März 2007

1872 wurde die Schule von Auerbacher und Bensheimer Bürgern als Höhere Töchterschule für nicht-katholische Mädchen gegründet. Von 1919 an wurden an der Schule die Klassen 5 bis 10 unterrichtet. Das erste Abitur an der Schule wurde 1937 erteilt. Damit wurde das Goethe-Gymnasium Vollanstalt, seitdem werden die Klassenstufen 5 bis 13 bzw. 5 bis 12 (G8) unterrichtet. 1966 wurden zum ersten Mal männliche Schüler in das vormals reine Mädchengymnasium aufgenommen. 1999 wurde die Schule erstmals als Umweltschule in Europa ausgezeichnet; ein Jahr später wurde das Goethe-Gymnasium Europaschule. Seit 2002 wird Spanisch als zweite Fremdsprache unterrichtet. Von 2005 bis 2010 wurde das Gebäude generalsaniert und modernisiert, wobei eine neue Sporthalle, eine Mensa und eine Solaranlage hinzugefügt wurden. 2020 wurde ein modularer Gebäude für die Oberstufe mit weiteren 15 Klassenräumen hinzugefügt.

## Sprachen
Als erste Fremdsprache werden Englisch und Französisch angeboten, als zweite Fremdsprache folgt auf Französisch zwingend Englisch, mit Englisch als erster Fremdsprache kann Spanisch oder Französisch gewählt werden. Als dritte Fremdsprache kann man Spanisch und Italienisch lernen. Jeder Schüler nimmt an mindestens einem Austausch mit einer europäischen Partnerschule teil.
Weitere Möglichkeiten zum internationalen Austausch gibt es durch das Erasmus+ Programm, an welchem die Schule teilnimmt. Hierbei bekommen Schüler die Möglichkeit, verschiedene Kulturen zu erleben, ohne den Eltern finanziell zur Last zu fallen.
Von der siebten Klasse an wird auch bilingualer Unterricht erteilt, wenn dieser anstelle des herkömmlichen Unterrichts gewählt wird. Auf Englisch unterrichtete Fächer sind dann im Wechsel Erdkunde, Geschichte, Politik und Wirtschaft, Biologie.

## Arbeitsgemeinschaften
Es wird eine Theater-AG angeboten, an der regelmäßig etwa 60 Schülerinnen und Schüler teilnehmen. Aufführungen finden regelmäßig et alle eineinhalb Jahre statt. Im musikalischen Bereich gibt es vier Chöre, zwei Orchester und eine Big Band. Es existieren auch mehrere naturwissenschaftliche AGs, wie zum Beispiel die Physik-AG, die Jugend Forscht AG und AGs aus dem sportlichen Bereich, wie Fußball, Golf und Jazz-Dance. Außerdem gibt es eine Kreativ-AG (Kunst und Theater) und eine Video-AG. Dazu bietet das GGB noch eine Bühnentechnik-AG. Des Weiteren bietet das Goethe-Gymnasium die Möglichkeit, in einer sehr aktiven Schülervertretung mitzuarbeiten.

### Schülervertretung
Die Schülervertretung des Goethe Gymnasiums zeichnet sich seit 2009 durch ihr großes schulisches und gesellschaftliches Engagement aus. Neben mehreren Auszeichnungen wie von Demokratisch Handeln für den Einsatz für Demokratie, gewann sie viermal in Folge den Preis der aktivsten SV im Kreis Bergstraße. Dies ist zurückzuführen auf viele umfangreiche und selbstständig organisierte Veranstaltungen wie „Stay tolerant-What else?“, „24 Stunden Toleranz“ oder „Goethe goes fair“ im Rahmen von „Schule ohne Rassismus, Schule mit Courage“.

### GGB-Entertainment-Portal
Das Goethe-Gymnasium hat eine Online-Schülerzeitung, die sich mit schulinternen sowie alltäglichen Ereignissen befasst. Sie nennt sich G-Web und wird von einem Lehrer betreut. Einmal wöchentlich treffen sich die Schüler, um über neue Themen zu diskutieren und Anregungen für neue Artikel zu sammeln. Das Team des Portals besteht aus ungefähr 15 Mitgliedern aus verschiedenen Jahrgangsstufen. Einsteigen in das Team kann man ab der siebten Klasse. Neben der Redaktion gibt es auch noch die Marketingabteilung. Die Administratoren sorgen dafür, dass die Seite in Ordnung gehalten wird und dass alle Links funktionieren.
Mehrere Jahre zuvor aus einer Initiative entstanden konnte das Portal Ende März 2008 etwa 650.000 Besucher auf der Website verbuchen, was einen neuen Rekord in der Geschichte des G-Web darstellt.
Das Entertainment-Portal hat eine Kooperation mit der BAnane, der Jugendzeitung des Bergsträßer Anzeigers. Mitarbeiter der BAnane besuchen die Schüler und geben Tipps, wie man einen guten Artikel schreiben kann. Es werden gelegentlich auch Artikel getauscht und auf der jeweils anderen Seite zur Verfügung gestellt.

### Schülerzeitung
Die Schülerzeitung des Goethe-Gymnasiums heißt DiWa, was für Dichtung und Wahrheit steht. Bisher gab es drei Ausgaben mit Auflagen von ca. 900 Stück. Die DiWa wurde vom Bergsträßer Anzeiger als Beste Schülerzeitung der Region ausgezeichnet.

### English Debating Club
Eines der neueren Projekte des Goethe-Gymnasiums Bensheim ist der English Debating Club. Diese AG ist bei der Debating Society Germany e. V. registriert und nimmt regelmäßig an Wettkämpfen teil.

### Bühnentechnik-AG
Die Bühnentechnik-AG kümmert sich bei Veranstaltung um die technische Unterstützung. Von einfachen Funkmikrofonen zu einer kompletten Disco kann alles aufgebaut werden.

### Big Band
Die Big Band besteht zurzeit aus Saxophonen, Posaunen, Trompeten, Klarinetten, einer Gitarre, einem Schlagzeug, einem Bass und einem Klavier. Geleitet wird die Big Band von Christoph Victor Kaiser, einem Mitglied der Jazz Pistols.

## Umweltschule

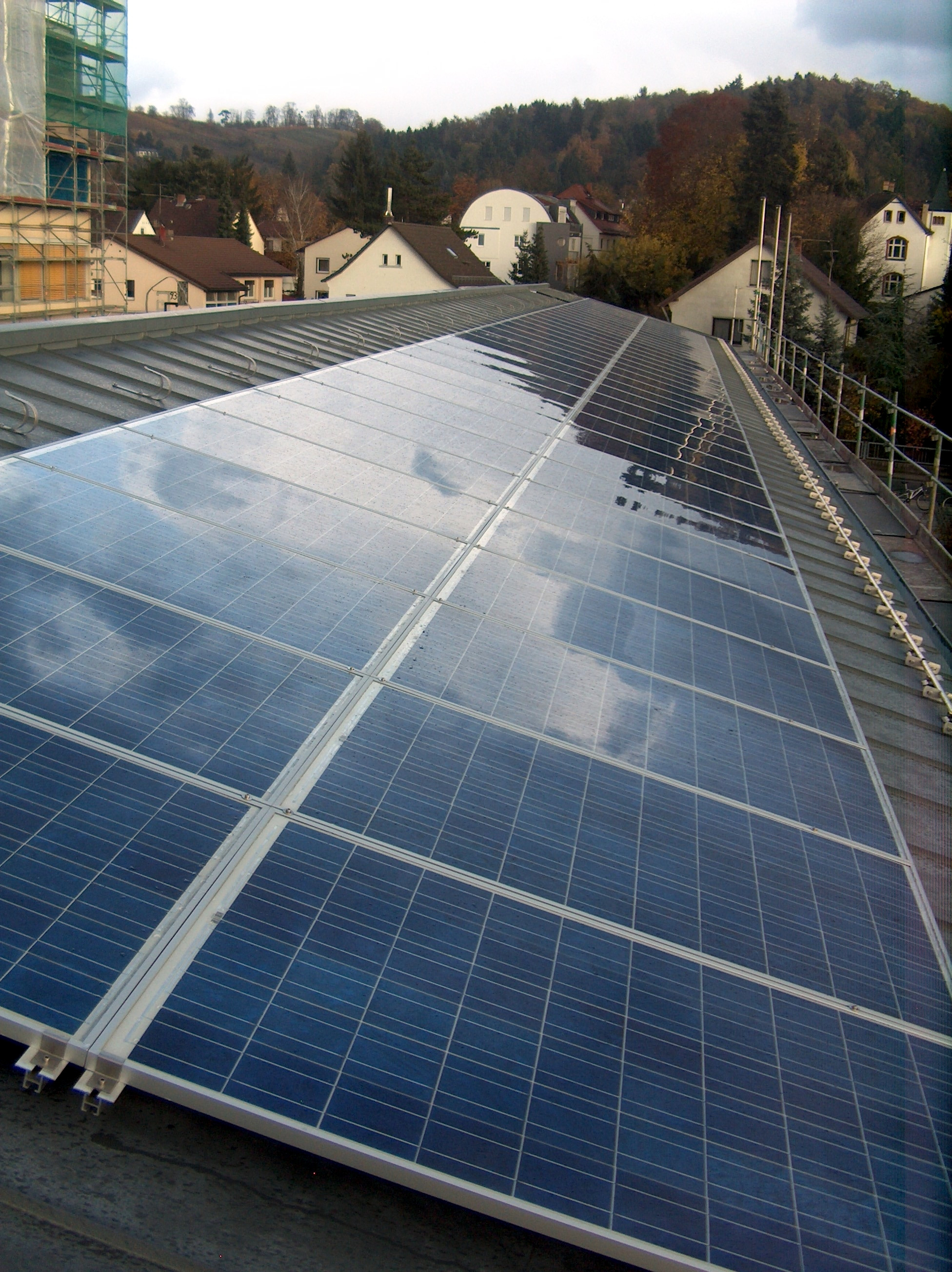
Photovoltaikanlage auf dem Lehrertrakt von Westen

Die wiederholte Anerkennung als Umweltschule in Europa ist auf eine ganze Reihe von Umweltaktivitäten zurückzuführen. So wurde auf dem Schulhof ein Biotop eingerichtet, mit dem Bergsträßer Wasserforum werden Aktivitäten zum Wassersparen entwickelt, ein besonderer Verkaufsstand bietet umweltfreundliche Arbeitsmaterialien an, und Energiepaten bemühen sich um geringen Energieverbrauch.
Seit dem 25. November 2005 produziert das Goethe-Gymnasium selbst umweltfreundliche Energie. Eine Photovoltaikanlage auf dem Dach des Verwaltungstraktes mit einer Gesamtfläche von ungefähr 120 Quadratmetern erbringt eine Spitzenleistung von 15,2 kWp, die ins allgemeine Elektrizitätsnetz eingespeist wird.

## Zertifikate
- Europaschule
- Referenzschule für gelungene Ganztagsarbeit
- Mitglied im Netzwerk „Ganztägig bilden“, ausgezeichnet im Bereich „Lernende Schule“[4]
- Botschafterschule des Europäischen Parlaments
- MINT-freundliche Schule
- Digitale Schule
- Schule mit Schwerpunkt Musik
- Umweltschule
- Schule ohne Rassismus – Schule mit Courage
- Gütesiegelschule für Hochbegabung
- Fairtrade School

## Partnerschulen
Regelmäßige Austauschfahrten finden statt mit folgenden Schulen:
- Polen: Chrobego Lyceum in Kłodzko
- Frankreich: Collège Monge in Beaune (Burgund)
- Frankreich: Collège Villejean Malifeu in Rennes (Ille-et-Vilaine)
- Vereinigtes Königreich: Tettenhall College in Tettenhall (West Midlands)
- Schweden: Ekenäs-Schule in Eslöv in Schonen
- Italien: Convitto Nazionale Umberto I° in Turin
- Vereinigte Staaten: South Gwinnett High School° in Snellville
- Spanien: Instituto de Educación Secundaria Thos i Codina in Mataró

## Ehemalige Mitarbeiter
- Björn Höcke (* 1972), deutscher rechtsextremer Politiker (AfD), absolvierte sein Referendariat am Goethe-Gymnasium[5]

## Ehemalige Schüler
- Katrin Hechler (* 1969), politische Beamtin (SPD)